# Trolejbusová doprava v Ozurgeti
V Ozurgeti, malém gruzínském městě, byla do roku 2006 provozována trolejbusová doprava.
Otevření místní trolejbusové sítě proběhlo 29. listopadu 1980 a během deseti let zde bylo v provozu 22 trolejbusů na čtyřech linkách, což byl největší rozsah trolejbusové dopravy v Ozurgeti. Po občanské válce, jež v Gruzii proběhla mezi lety 1992 a 1993, zůstala v provozu pouze jediná linka, kterou obsluhovalo šest přeživších trolejbusů. Přeprava na této poslední lince byla ukončena v lednu 2006.
Vozový park v Ozurgeti byl tvořen zejména trolejbusy ruské výroby typu ZiU-9. Kromě nich ale byly v první polovině 80. let dodány dva vozy Škoda 14Tr. V roce 2003 byl také zakoupen jeden ojetý trolejbus Škoda 9Tr z Poti.